# Sabaria squalida
Sabaria squalida är en fjärilsart som beskrevs av Charles Andreas Geyer 1832. Sabaria squalida ingår i släktet Sabaria och familjen mätare. Inga underarter finns listade.